# 開納公寓
開納公寓（Kinnear Apartments），現名武定公寓，是位於上海市長寧區武定西路1375號號 的一棟公寓住宅，共有5層。 作家張愛玲在搬入愛林登公寓（現常德公寓）之前曾居住在開納公寓。